# Нейдорф (Омская область)
Не́йдорф — деревня в Марьяновском районе Омской области России, в составе Москаленского сельского поселения. Дата основания не установлена.
Население — 205 чел. (2010)

## Физико-географическая характеристика
Нейдорф находится в лесостепи в пределах Ишимской равнины, являющейся частью Западно-Сибирской равнины. Вблизи деревни имеются осиново-берёзовые колки. Гидрографическая сеть не развита: реки и озёра отсутствуют. В окрестностях населённого пункта распространены чернозёмы языковатые обыкновенные.
По автомобильным дорогам расстояние до областного центра города Омск составляет 86 км, до районного центра посёлка Марьяновка — 34 км, до административного центра сельского поселения посёлка Москаленский — 10 км.

## Население
| 1970 | 1979 | 1989 | 2010 |
| ---- | ---- | ---- | ---- |
| 315  | ↘240 | ↘227 | ↘205 |